# Fóia
De Foia is het hoogste punt van de Algarve. Deze berg is 902 meter hoog en ligt in de Serra de Monchique.
Aan de voet van de berg bevindt zich het oudste bouwmonument van het gebied: de ruïnes van het in 1632 door franciscanen opgerichte klooster Convento Nossa Senhora do Desterro.
Op de top bevindt zich een standbeeld ter ere van Remco Evenepoel.

Panorama Fóia.